# Haematopota castaneiventer
Haematopota castaneiventer är en tvåvingeart som beskrevs av Travassos Dias 1959. Haematopota castaneiventer ingår i släktet Haematopota och familjen bromsar.
Artens utbredningsområde är Guinea-Bissau. Inga underarter finns listade i Catalogue of Life.